# Róbert Gavenda
Róbert Gavenda (* 15. Januar 1988 in Trenčín) ist ein ehemaliger slowakischer Radrennfahrer, der im Cyclocross und auf der Straße aktiv war.

## Sportlicher Werdegang
Róbert Gavenda wurde 2005 slowakischer Cyclocrossmeister in der Juniorenklasse. Bei der Europameisterschaft in Pont-Châteu gewann er bei den Junioren die Goldmedaille. Außerdem gewann er Rennen in Wetzikon und in Hooglede. 2006 verteidigte er seinen nationalen Meistertitel und er gewann den Juniorencross in Liévin. Bei den Cyclocross-Weltmeisterschaften im belgischen Zeddam sicherte sich Gavenda die Silbermedaille. Auf der Straße gewann Róbert Gavenda 2006 eine Etappe beim Course de la Paix und er wurde slowakischer Meister im Straßenrennen der Juniorenklasse.
2007 wurde Gavenda erstmals nationaler Meister in der U23-Klasse. 2008 wurde er Mitglied im belgischen Fidea Cycling Team, bei dem er bis 2011 blieb. Seine wertvollsten Ergebnisse erzielte er in der Saison 2009/10: In der U23 wurde er Europameister, im UCI-Cyclocross-Weltcup gewann er das erste Saisonrennen der U23 in Treviso. Auf nationaler Ebene wurde er erstmals slowakischer Meister in der Elite.
In den folgenden Jahren in der Elite konnte er international nicht an seine Ergebnisse aus der U23 anknüpfen. Auch auf der Straße blieb er ohne nennenswerte Ergebnisse. Nach der Cyclocross-Saison 2013/14 beendete er im Alter von 26 Jahren seine Karriere als Radsportler.

## Erfolge

### Cyclocross
2005/2006
- Slowakischer Meister (Junioren)
- Europameister (Junioren)

2006/2007
- Slowakischer Meister (Junioren)

2007/2008
- Slowakischer Meister (U23)

2008/2009
- Slowakischer Meister (U23)

2009/2010
- UCI-Weltcup, Treviso (U23)
- GvA Trofee – Koppenbergcross, Oudenaarde (U23)
- Europameister (U23)
- Slowakischer Meister

2010/2011
- Slowakischer Meister

2011/2012
- Cyclo-Cross International Podbrezová, Horná Mičiná
- Slowakischer Meister

2013/2014
- Bryksy Cross, Gościęcin

### Straße
2006
- Slowakischer Meister – Straßenrennen (Junioren)

### Mountainbike
2009
- Slowakischer Meister – Cross Country (U23)